# Scotopteryx inondula
Scotopteryx inondula là một loài bướm đêm trong họ Geometridae.